# Dorae
DORAE, Inc é uma empresa global de software corporativo com sede nos Estados Unidos, fundada em 2014 por Ricardo Santos Silva e Aba Schubert. A Dorae é uma plataforma em cloud para a indústria do comércio físico e é uma Empresa Pioneira do Forum Económico Mundial. 

## Reconhecimentos e Prémios
A Dorae ganhou o primeiro Hackathon para transparência das cadeias de valor organizado por Volkswagen, Zalando, Adidas and N3xtcoder em 2018. Dorae é uma Empresa Pioneira do Forum Económico Mundial. 

## Rastreamento de minerais de conflito
A Dorae tem um programa piloto para o rastreamento de cobalto e tantalita nas minas artesanais da República Democrática do Congo. 

## Escritórios
A Dorae tem escritórios em Portugal, Reino Unido e Estados Unidos da América.